# Neosisyphus spinipes
Neosisyphus spinipes là một loài bọ cánh cứng trong họ Bọ hung (Scarabaeidae).